# Houthalen-Helchteren
Houthalen-Helchteren là một đô thị ở tỉnh Limburg. Tại thời điểm ngày 1 tháng 1 năm 2006,  Houthalen-Helchteren có tổng dân số 29.945 người. Tổng diện tích là 78,27 km² với mật độ dân số 383 người trên mỗi km².